# Drepanocladus symmetricus
Drepanocladus symmetricus là một loài rêu trong họ Amblystegiaceae. Loài này được Renauld & Cardot Cardot mô tả khoa học đầu tiên năm 1923.